# 全日本ジュニアレスリング選手権大会
JOC杯ジュニアオリンピック全日本ジュニアレスリング選手権大会（ぜんにほんジュニアレスリングせんしゅけんたいかい）は、毎年4月下旬に横浜武道館で開催されるレスリング大会である。主催は日本レスリング協会。

## 概要
15歳から20歳までを対象としており、男女各最優秀選手にジュニアオリンピックカップが授与されている。
年齢別にU20・U17の2部門に分けて実施され、優勝すると国際大会の代表選手として派遣される。
1996年は小学生の部も設置されていたが、翌1997年に全国少年選抜レスリング大会（現・全国少年少女選抜レスリング選手権大会）として独立した。
また、2019年より女子の部がJOC杯ごと4月上旬のジュニアクイーンズカップに統合され、当大会は男子のみの開催に変更された。

## 階級
2013年大会
男子ジュニア
- 50kg級
- 55kg級
- 60kg級
- 66kg級
- 74kg級
- 84kg級
- 96kg級
- 120kg級

男子カデット
- 42kg級
- 46kg級
- 50kg級
- 54kg級
- 58kg級
- 63kg級
- 69kg級
- 76kg級
- 85kg級
- 100kg級

女子ジュニア
- 44kg級
- 48kg級
- 51kg級
- 55kg級
- 59kg級
- 63kg級
- 67kg級
- 72kg級

女子カデット
- 38kg級
- 40kg級
- 43kg級
- 46kg級
- 49kg級
- 52kg級
- 56kg級
- 60kg級
- 65kg級
- 70kg級

## 歴代JOC杯受賞者
| 年度 | 男子       | 女子       |
| ---- | ---------- | ---------- |
| 1999 | 小幡邦彦   |            |
| 2000 | 田岡秀規   | 正田絢子   |
| 2001 | 長島和幸   | 船津愛里   |
| 2002 | 磯川考生   | 吉田沙保里 |
| 2003 | 松本真也   | 赤坂幸子   |
| 2004 | 磯川孝生   | 山名慧     |
| 2005 | 高塚紀行   | 西牧未央   |
| 2006 | 大澤茂樹   | 柴田瑞穂   |
| 2007 | 荒木田進謙 | 三村冬子   |
| 2008 | 松本篤史   | 堀内優     |
| 2009 | 石田智嗣   | 堀内優     |
| 2010 | 田中幸太郎 | 村田夏南子 |
| 2011 | 森下史崇   | 平野遥香   |
| 2012 | 森下史崇   | 登坂絵莉   |
| 2013 | 太田忍     | 土性沙羅   |
| 2014 | 高谷大地   | 入江ななみ |
| 2015 | 屋比久翔平 | 古市雅子   |
| 2016 |            |            |
| 2017 |            |            |
| 2018 |            |            |
| 2019 | 基山仁太郎 | -          |